# Adrian Smolis
Adrian Jan Smolis – polski biolog, dr hab. nauk ścisłych i przyrodniczych, adiunkt i kierownik Zakładu Biologii, Ewolucji i Ochrony Bezkręgowców Wydziału Nauk Biologicznych Uniwersytetu Wrocławskiego.

## Życiorys
27 czerwca 2002 obronił pracę doktorską Neanurinae (Collembola: Neanuridae) Polski,  21 listopada 2019 habilitował się na podstawie pracy zatytułowanej Taksonomia i systematyka Neanurinae (Collembola: Neanuridae) półkuli północnej (cykl publikacji). Został zatrudniony na stanowisku adiunkta i kierownika w Zakładzie Biologii, Ewolucji i Ochrony Bezkręgowców na Wydziale Nauk Biologicznych Uniwersytetu Wrocławskiego.
Jest skarbnikiem Polskiego Towarzystwa Taksonomicznego i członkiem Rady Dyscypliny Naukowej - Nauk Biologicznych Uniwersytetu Wrocławskiego.